# 野迫川村営バス
野迫川村営バス（のせがわそんえいバス）は、奈良県吉野郡野迫川村にて運行しているコミュニティバスである。

## 概要
- 運賃は対キロ区間制である。
- 運行形態は、道路運送法の規定に基づく自家用自動車（白ナンバー車）による有償運送である。
  - 小中学生用のスクールバスの機能も兼ねている。
- 現在の車両は、ローザ一台とハイエース二台が使用されている。ローザは上部が白、下にベージュの塗装が施されており、ハイエースは全て白色塗装である。
- 野迫川村公式サイト開設当初は村営バスの案内と時刻は掲載されていなかったが、2013年から時刻と運賃表を掲載されるようになった。

## 沿革
- （1971年4月30日 奈良交通中津川線（上垣内 - 中津川）廃止。　※1967年頃から事実上運休）[1]
- （1971年5月1日 南海バス立里線（北股 - 北今西間）、中津川線廃止。）[1]
- （1972年3月 南海バス立里線上垣内 - 北股間営業停止。）[1]
- （1972年3月10日 奈良交通野迫川線上 - 北股間廃止。）[1]
- 1972年3月1日 村営バス運行開始。[1]
  - 開始当時の路線は、今井線（上垣内 - 今井、2往復）、立里下線（上垣内 - 立里下、2往復）、弓手原線（上垣内 - 弓手原、2往復）の3路線。
- 2006年10月1日 奈良交通五條野迫川線（五條バスセンター - 小代下 - 野川上村）が廃止される[2]。
- 2024年2月1日 北今西線（高野山駅 - 野迫川村役場 - ホテルのせ川前）を新設、高野山線の高野山千手院前 - 高野山駅を延伸、小代下線の区間便（野迫川村役場 - 今井橋）を新設、池津川線を予約制とする[3][4][5]。

## 路線
以下5路線があり、何れも平日のみの運行である。
弓手原線
野迫川村の南西部にある弓手原に向かう路線。
- 野迫川村役場 - 弓手原小学校前（1往復）

高野山線
野迫川村と北西に接している和歌山県高野町に向かう路線。高野町内のみの利用はできない（クローズドドアシステム）。2024年2月1日より高野山千手院前 - 高野山駅間を延伸した。全区間で南海りんかんバス立里線と並行しているが、立里線は2021年4月1日より土休日のみの運行となっており、運行日が異なる。
- 野迫川村役場 - 高野山千手院前 - 高野山駅（1往復）

北今西線
高野町の高野山駅と野迫川村南西部の北今西にあるホテルのせ川を結ぶ路線。2024年2月1日新設。
- ホテルのせ川前 - 野迫川村役場 - 高野山駅（1往復）
- ホテルのせ川前 - 野迫川村役場（1往復）

小代下線
野迫川村北部の今井を経由して五條市の大塔町小代に向かう路線。終点の小代下で奈良交通と接続しており、五條バスセンターや五条駅に向かうことができる。
- 野迫川村役場 - 野川 上 - 今井橋 - 小代下（2往復）
- 野迫川村役場 - 野川 上 - 今井橋（2往復）

池津川線
野迫川村東部の池津川に向かう路線。2024年2月1日より予約が必要となった。
- 野迫川村役場 - 池津川郵便局前（予約が必要、2往復）

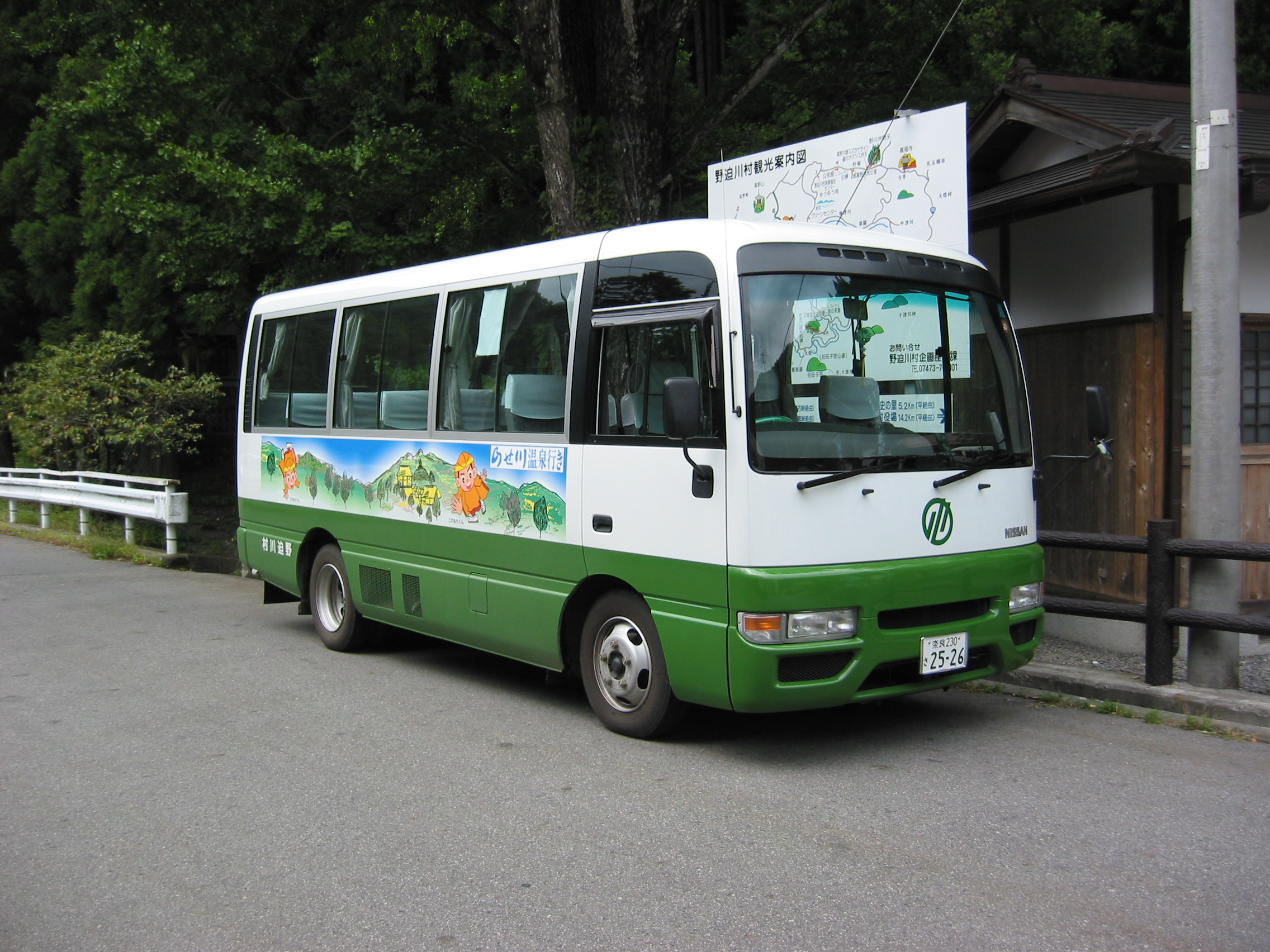
野迫川村営バスの車両（2002年当時、旧塗装）